# Strumigenys caiman
Strumigenys caiman (лат.) — вид мелких земляных муравьёв из подсемейства Myrmicinae. Видовой эпитет обязан имени крокодила каймана из-за множества острых зубцов на жвалах. 

## Распространение
Северная Америка: Куба.

## Описание
Мелкие скрытные муравьи (длина около 2 мм). Голова с затылочной выемкой. Проподеум с короткими загнутыми зубцами. Жвалы сравнительно длинные, с 6 зубцами: три вершинных (апикальная вилка) и три на жевательном крае. Длина головы HL 0,45—0,48 мм, ширина головы HW 0,33—0,36 мм, мандибулярный индекс MI 38—39. Усики 6-члениковые. Основная окраска красновато-коричневая. Мандибулы треугольные. Глаза расположены внутри усиковых желобков-бороздок, вентро-латеральные. Нижнечелюстные щупики 1-члениковые, нижнегубные щупики состоят из 1 сегмента (формула 1,1). Стебелёк между грудкой и брюшком состоит из двух члеников: петиолюса и постпетиолюса (последний четко отделен от брюшка). Петиоль и постпетиоль с губчатой тканью вокруг них. Жало развито, куколки голые (без кокона). Специализированные охотники на коллембол. Включён в видовую группу S. nitens-group (триба Dacetini). Вид был впервые описан в 2019 году.